# Chronica Naierensis

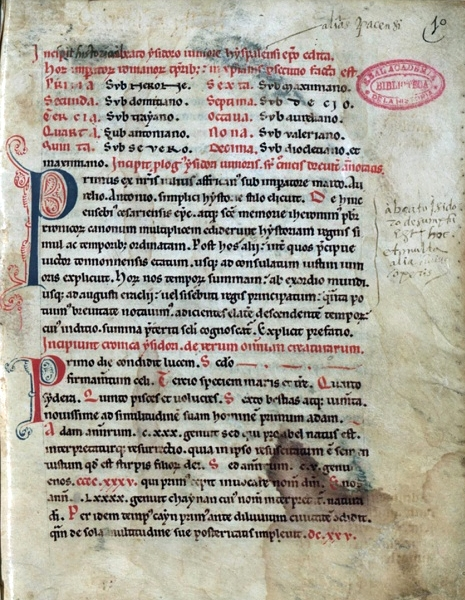
Manuskript aus der Chronica Naierensis

Die Chronica Naierensis oder Crónica najerense (ursprünglicher Titel Crónica leonesa) ist eine universalgeschichtliche Chronik aus dem 12. Jahrhundert die im Benediktinerkloster Santa María la Real in Nájera (Spanien) verfasst wurde. Sie ist in lateinischer Sprache abgefasst und erzählt die Weltereignisse, begonnen mit der biblischen Schöpfung bis zum 12. Jahrhundert n. Chr. Der Schwerpunkt liegt auf den Erzählungen der Bibel, den Westgoten in Spanien und den Königreichen Kastilien und León. Die Chronica war ein wichtiges Modell für spätere spanische Geschichtsschreiber, insbesondere für De rebus Hispaniae des Rodrigo Jiménez de Rada, das Chronicon mundi des Lucas de Tuy, und die Estoria de España die unter dem Patronat Alfons X. von Kastilien verfasst wurde.
Neben den klassischen und biblischen Autoritäten bezieht sich die Chronica Naierensis in großem Maße auf die Cantares de gesta (spanische Heldenepik). Bei der Chronica handelt es sich nicht um ein originales Werk, sondern um eine Kompilation verschiedener Werke. Die Geschichte der Westgoten stammt im Wesentlichen von Isidor von Sevilla und die neuere spanische Geschichte beinhaltet das Corpus Pelagianum, ein Werk, das unter der Aufsicht von Pelagius, dem Bischof von Oviedo verfasst wurde. Die Chronica wurde gegen Ende des 12. Jahrhunderts fertiggestellt.

## Editionen
- Antonio Ubieto Arteta (ed.): Crónica najerense. Zaragoza: Anubar, 1985, ISBN 978-84-7013-201-8.
- Juan A. Estévez Sola (ed.): Chronica Hispana saeculi XII, Pars II: Chronica Naierensis, Corpus Christianorum, Continuatio Medievalis, LXXI A. Turnhout: Brepols, 1995, ISBN 978-2-503-03714-1.
- Juan A. Estévez Sola (ed.): Crónica najerense, Clásicos Latinos Medievales y Renacentistas, 12. Tres Cantos (Madrid): Akal, 2003, ISBN 978-84-460-1668-7.